# Noyers-sur-Cher
Noyers-sur-Cher és un municipi francès, situat al departament del Loir i Cher i a la regió de Centre – Vall del Loira. L'any 2007 tenia 2.839 habitants.

## Demografia

### Població
El 2007 la població de fet de Noyers-sur-Cher era de 2.839 persones. Hi havia 1.188 famílies, de les quals 352 eren unipersonals (140 homes vivint sols i 212 dones vivint soles), 492 parelles sense fills, 288 parelles amb fills i 56 famílies monoparentals amb fills.
La població ha evolucionat segons el següent gràfic:
Habitants censats

### Habitatges
El 2007 hi havia 1.475 habitatges, 1.238 eren l'habitatge principal de la família, 154 eren segones residències i 83 estaven desocupats. 1.314 eren cases i 146 eren apartaments. Dels 1.238 habitatges principals, 882 estaven ocupats pels seus propietaris, 322 estaven llogats i ocupats pels llogaters i 34 estaven cedits a títol gratuït; 13 tenien una cambra, 73 en tenien dues, 260 en tenien tres, 383 en tenien quatre i 509 en tenien cinc o més. 1.027 habitatges disposaven pel capbaix d'una plaça de pàrquing. A 596 habitatges hi havia un automòbil i a 479 n'hi havia dos o més.

### Piràmide de població
La piràmide de població per edats i sexe el 2009 era:
| Homes | Edats   | Dones |
| ----- | ------- | ----- |
| 0     | 95 o +  | 0     |
| 12    | 90 a 94 | 12    |
| 36    | 85 a 89 | 40    |
| 20    | 80 a 84 | 32    |
| 72    | 75 a 79 | 80    |
| 88    | 70 a 74 | 68    |
| 104   | 65 a 69 | 160   |
| 60    | 60 a 64 | 60    |
| 44    | 55 a 59 | 48    |
| 88    | 50 a 54 | 72    |
| 92    | 45 a 49 | 100   |
| 76    | 40 a 44 | 80    |
| 92    | 35 a 39 | 84    |
| 76    | 30 a 34 | 76    |
| 88    | 25 a 29 | 96    |
| 48    | 20 a 24 | 40    |
| 68    | 15 a 19 | 64    |
| 56    | 10 a 14 | 84    |
| 96    | 5 a 9   | 84    |
| 60    | 0 a 4   | 52    |

## Economia
El 2007 la població en edat de treballar era de 1.612 persones, 1.128 eren actives i 484 eren inactives. De les 1.128 persones actives 996 estaven ocupades (543 homes i 453 dones) i 132 estaven aturades (55 homes i 77 dones). De les 484 persones inactives 212 estaven jubilades, 103 estaven estudiant i 169 estaven classificades com a «altres inactius».

### Ingressos
El 2009 a Noyers-sur-Cher hi havia 1.252 unitats fiscals que integraven 2.829,5 persones, la mediana anual d'ingressos fiscals per persona era de 16.253 €.

### Activitats econòmiques
Dels 153  establiments que hi havia el 2007, 4 eren d'empreses extractives, 5 d'empreses alimentàries, 2 d'empreses de fabricació de material elèctric, 8 d'empreses de fabricació d'altres productes industrials, 28 d'empreses de construcció, 50 d'empreses de comerç i reparació d'automòbils, 7 d'empreses de transport, 9 d'empreses d'hostatgeria i restauració, 1 d'una empresa d'informació i comunicació, 3 d'empreses financeres, 6 d'empreses immobiliàries, 13 d'empreses de serveis, 9 d'entitats de l'administració pública i 8 d'empreses classificades com a «altres activitats de serveis».
Dels 48 establiments de servei als particulars que hi havia el 2009, 1 era una oficina de correu, 1 una oficina bancària, 1 funerària, 8 tallers de reparació d'automòbils i de material agrícola, 2 tallers d'inspecció tècnica de vehicles, 2 paletes, 4 guixaires pintors, 7 fusteries, 7 lampisteries, 2 electricistes, 2 empreses de construcció, 3 perruqueries, 1 veterinari, 4 restaurants, 1 tintoreria i 2 salons de bellesa.
Dels 15 establiments comercials que hi havia el 2009, 3 eren supermercats, 1 un supermercat, 2 fleques, 2 carnisseries, 1 una peixateria, 1 una sabateria, 4 botigues de mobles i 1 una botiga de mobles.
L'any 2000 a Noyers-sur-Cher hi havia 36 explotacions agrícoles que ocupaven un total de 660 hectàrees.

## Equipaments sanitaris i escolars
L'únic equipament sanitari que hi havia el 2009 era una farmàcia.
El 2009 hi havia 1 escola maternal i 1 escola elemental.

## Poblacions més properes
El següent diagrama mostra les poblacions més properes.